# Wolfgang Temmel

Wolfgang Temmel

Wolfgang Temmel (* 1953 in Deutschlandsberg) ist ein österreichischer Multimedienkünstler.

## Werdegang
Temmel studierte Malerei in Graz, hielt sich längere Zeit in New York und London auf und lebt heute in der Weststeiermark. Er arbeitet mit unterschiedlichen Medien und Kunstformen, wie Malerei, Zeichnung, Fotografie, Installation, Video, Sound und Musik. Werke Temmels befinden sich heute in öffentlichem und privatem Besitz.
Temmel nahm mit seinen visuellen, akustischen und olfaktorischen Arbeiten an nationalen und internationalen Ausstellungen und Festivals teil (Österreich – Ars Electronica, Albertina, steirischer herbst, Wiener Festwochen, Slowenien, Italien, Spanien, Portugal, Ungarn, Deutschland, England, Frankreich, Schweden). In den 1980er und 1990er Jahren arbeitete er an Audiostücken für das ORF-Kunstradio (z. B. Radiotunnel für die Berliner Hörspieltage). Von 2003 bis 2014 hatte Temmel einen Lehrauftrag am Studiengang Informationsdesign an der FH Joanneum.
Zu seinen bedeutendsten Kunstprojekten zählen unter anderem das im Rahmen der Kulturhauptstadt 2003 Graz entstandene Projekt sinnlos und das 2008 realisierte Worldmusic-Projekt The Bonsai Garden Orchestra, das es mit seinem Debütalbum Take One 2008 auf die Longlist für die beste Worldmusic-Newcomer-Produktion des Grammy Awards schaffte. Die Formation trat unter anderem 2009 beim Worldmusic-Festival Glatt & Verkehrt in Krems an der Donau auf. 2013 initiierte Temmel die Benefizaktion 22.000 pro Fedo.

## Zusammenarbeit mit anderen Künstlern
- 1985–1992 TEER: Künstlerduo mit Fedo Ertl († 2014)
- 1989 Gründung des Stille Post Orchesters
- 1991 Gründung der Künstlergruppe ensemble acoustic resource (e.a.r.)
- 2001 Gründung des Künstlerkollektivs sinnlos
- 2020 Gründung des Musikprojektes Clarence Wolof & The Passengers
- 2020 Gründung des eigenen Plattenlabels Aelan Rikod

## Ausstellungen (Auswahl)
(E) Einzelausstellungen, (B) Beteiligungen, (I) Installationen, (A) Audio, (IN) Interdisziplinäre Arbeit
- 1974 Forum Stadtpark, Graz/AT (E)
- 1976 Künstlerhaus, Wien/AT (E)
- 1979 europa '79, Stuttgart/DE (B)
- 1979 Biennale expansion, Wien/AT (B, I)
- 1980 A Collection of Angels, New York/USA (I)
- 1980 Galerie Krinzinger, Innsbruck/AT (B)
- 1981 Aljofre Barocco, Siracusa/IT (B)
- 1981 galerie H, Graz/AT (E)
- 1983 Beginn des Projekts Eine Kunstgeschichte, London/GB (I)
- 1984 Steirische Kulturinitiative, Graz/AT (B)
- 1984 Palais Pálffy, Wien/AT (E, I)
- 1985 Steirische Kulturinitiative / steirischer herbst, Forum Stadtpark, Graz/AT (I)
- 1986 animal art, steirischer herbst, Graz/AT (TEER)
- 1986 Steirische Kulturinitiative, galerie H, Graz/AT (TEER/I)
- 1987 Zeichen der Macht, Steirische Kulturinitiative, Graz/AT (TEER/I)
- 1987 Künstlerwerkstatt Lothringerstraße, München/DE (TEER/I/B)
- 1989 heartbeats, Ars Electronica / ORF-kunstradio, Linz/AT (A/B)
- 1990 Radiotunnel 2, Berliner Hörspieltage / ORF-Kunstradio, Berlin/DE (A/B)
- 1990 Werkstadt Graz, Graz/AT (E)
- 1991 Galleria Civica Contemporanea, Trento/IT (B)
- 1992 x-panded art, Wiener Festwochen, Wien/AT (TEER/I)
- 1992 Graphische Sammlung Albertina / ORF-Kunstradio, Wien/AT (E.A.R./A/I)
- 1994 Styrian Window, Neue Galerie Joanneum, Graz/AT (B)
- 1995 Württembergischer Kunstverein, Stuttgart/DE (TEER/I/B)
- 1996 Galerie Thurn und Taxis, Bregenz/AT (E)
- 1996 Kärntner Kunstverein, Künstlerhaus, Klagenfurt/AT (B)
- 1997 Recycling the Future, ORF-Radiokulturhaus, Wien/AT (A/B)
- 1998 Immersive Sound, Bregenz/AT (mit Norbert Math-E.A.R./A/B)
- 1998 Ars Electronica, Linz/AT (B)
- 1999 Kunstraum Goethestraße, Linz/AT (E)
- 1999 Galerie Passagen, Linköping/SE (E)
- 2000 liquid music, Judenburg, AT (mit Norbert Math – E.A.R./A)
- 2000 re-play, Generali Foundation / ORF-Kunstradio, Wien/AT (A/B)
- 2002 devolve into II, ORF-Klangtheater / ORF-Kunstradio, Wien/AT (A/B)
- 2002 intermedium II, ZKM, Karlsruhe, DE (A/B)
- 2002 Western Front, Vancouver/CDN (A/B)
- 2002 liquid music, Judenburg/AT (IN/I/A)
- 2002 FLUSS/NÖ Fotoinitiative/ORF-Kunstradio, Schloss Wolkersdorf, Wolkersdorf/AT (A/B/I)
- 2002 Galeria Likovnih Umetnosti, Slovenj Gradec/SLO (B)
- 2003 sinnlos: die kunst, die körper, die fremdkörper, Graz 2003 EU Kulturhauptstadt, Künstlerhaus Graz/AT (A/E/B/I/In)
- 2003 senseless: art, bodies, misfits, Blue Coat Gallery, Liverpool, GB (A/E/B/I/In)
- 2003 Galeria Likovnih Umetnosti, Slovenj Gradec/SLO (E)
- 2004 Galerie Lisi Haemmerle, Bregenz/AT (E)
- 2005 Galerie Lisi Haemmerle, Bregenz/AT (E)
- 2006 digital transit, Centro Cultural Conde Duque, ARCO, Madrid/ES (B)
- 2007 un/fair trade, Neue Galerie Joanneum, Graz/AT (B)
- 2008 Orientierung regionale08, Kunsthalle, Feldbach und Gerberhaus, Fehring/AT (B)
- 2008 art on air – Radiokunst im Wandel, Neues Museum Weserburg, Bremen/DE (A/B)
- 2008 DaDa Fest, a-space und öffentlicher Raum, Liverpool/GB (B)
- 2008 cpu, Galerie ESC, Graz/AT (B)
- 2009 Galerie Fluss/NÖ Initiative für Foto- und Medienkunst, /ORF-Kunstradio, Schloss Wolkersdorf, Wolkersdorf/AT (E)
- 2010 art joke, Galerie ESC, Graz/AT (E)
- 2012 Wolfgang Temmel Personale, Galerie remixx, Graz/AT (E)
- 2013 22.000,- Pro Fedo, Verkaufsausstellung, Forum Stadtpark, Graz/AT (B)
- 2015 V.V.W. Landkunst, Rathaus Wies, Wies/AT (B)
- 2015 Nordkoreanische Landschaften, Neue Galerie Joanneum, Graz/AT (E)[2]
- 2017 Die Ausstellung, Knielyhaus, Leutschach/AT (B)
- 2017 ORF funkhausgalerie, graz (e / mit günter eichberger als duo E.T.)
- 2018 kunsthaus, graz/at (b)
- 2018 forum stadtpark, graz/at (b)
- 2020 steirisches feuerwehrmuseum kunst & kultur, gr.st.florian/at ( e / mit hubert matt)
- 2021 klangzeit festival, klanghaus untergreith / at (b)
- 2022 galeria likovnih umetnosti, slovenj gradec / slo (b)
- 2023 klangzeit festival, klanghaus untergreith / at (b)
- 2023 galerija makina, pula / hr (b)

## Publikationen
- 1981 A Collection of Angels, Droschl Verlag, Graz, ISBN 3-85420-024-2
- 2004 sinnlos/senseless, Springer Verlag, Wien-New York, ISBN 3-211-21949-8
- 2009 ARBEITEN/WORKS 2009–2002, Bibliothek der Provinz, ISBN 978-3-900000-14-1
- 2010 Art Joke, edition Kürbis, ISBN 978-3-900965-42-6
- 2015 Wolfgang Temmel – Nordkoreanische Landschaften | North Korean Landscapes, Bibliothek der Provinz, ISBN 978-3-99028-511-4

## Diskografie
- 1991 Stille Post Nr.1 – Stille Post Orchester, Extraplatte EX 135-CD
- 2003 Talking Crosswalk, Pumpkin Records pump 09-2003
- 2008 TAKE ONE – Bonsai Garden Orchestra, Extraplatte EX 835-2
- 2010 DEAR GRZ – Wolfgang Temmel & The Unidentified Others, Pumpkin Records, pump 43-2010
- 2012 DOMOVINA – Lenins Wheelchair, Pumpkin Records, pump 66-2012
- 2020 ISLAND SESSIONS – Clarence Wolof & The Passengers CD/2LP, Aelan Rikod AR-01-CD-2020 / AR-01-2LP-2020
- 2023 WINDISCHER OZEAN – Clarence Wolof & The Passengers CD/LP, Aelan Rikod

## Auszeichnungen
- 2024: Ehrenzeichen des Landes Steiermark für Wissenschaft, Forschung und Kunst[3]